# Ле Кло, Чад
Чад Гай Бертран ле Кло (англ. Chad Guy Bertrand le Clos; род. 12 апреля 1992, Дурбан, Наталь) — южноафриканский пловец, олимпийский чемпион 2012 года, многократный чемпион мира и чемпион Игр Содружества.

## Биография
Посещал Вествильскую школу для мальчиков (Westville Boys' High School) в Дурбане. Плавает с очень раннего возраста, и когда начал выступать на соревнованиях в 10-летнем возрасте, за его плечами уже были годы тренировок.
В 2010 году ле Кло был назван персоной года.

## Чемпионаты мира и Олимпийские игры
На Играх Содружества Чад 2010 года завоевал 2 золотые, 1 серебряную и 2 бронзовые медали. На чемпионате мира 2010 года на короткой воде он выиграл 1 золотую медаль.
На чемпионате мира 2011 года в Шанхае финишировал 5-м на дистанции 200 метров баттерфляем, 13-м на стометровке и 10-м в комбинированной эстафете 4х100.
Ле Кло завоевал золотую медаль в заплыве на 200 м баттерфляем на летних Олимпийских играх в Лондоне. Данную дистанцию он проплыл за 1 мин 52,96 сек, опередив олимпийского чемпиона 2004 и 2008 годов Майкла Фелпса на 0,05 сек. Стал серебряным призёром, показав одно время (51,44 сек) с Евгением Коротышкиным на дистанции 100 м баттерфляем, оба проиграли 0,23 сек Фелпсу.
На чемпионате мира на короткой воде в Ханчжоу, в декабре 2018 года, африканский пловец на дистанции 200 метров баттерфляем сумел завоевать серебряную медаль мирового первенства.

## Результаты на Олимпийских играх
Зелёным выделены участия в финальных заплывах
| Дистанция                        | 2012 | 2016 | 2020 | 2024 |
| -------------------------------- | ---- | ---- | ---- | ---- |
| 200 метров вольный стиль         | —    | 2    | —    | —    |
| 100 метров баттерфляй            | 2    | 2    | 18   | 24   |
| 200 метров баттерфляй            | 1    | 4    | 5    | —    |
| 200 метров комплекс              | 9    | —    | —    | —    |
| 400 метров комплекс              | 5    | —    | —    | —    |
| Эстафета 4×200 м вольный стиль   | 7    | —    | —    | —    |
| Комбинированная эстафета 4×100 м | 13   | —    | —    | —    |